# 7. Akademickie Brydżowe Mistrzostwa Świata
7. Akademickie Brydżowe Mistrzostwa Świata (7th World University Bridge Championship) – mistrzostwa świata zespołów akademickich w brydżu sportowym, które odbywały się okresie 1–7 listopada 2014 roku w Abacji (Chorwacja). Była to 7. edycja tych mistrzostw.
W zawodach zwyciężyła drużyna Czechy 2 w składzie: Michal Kopecký, František Králík, Jakub Vojtík i Kamil Žylka.

## Poprzednie zawody tego cyklu

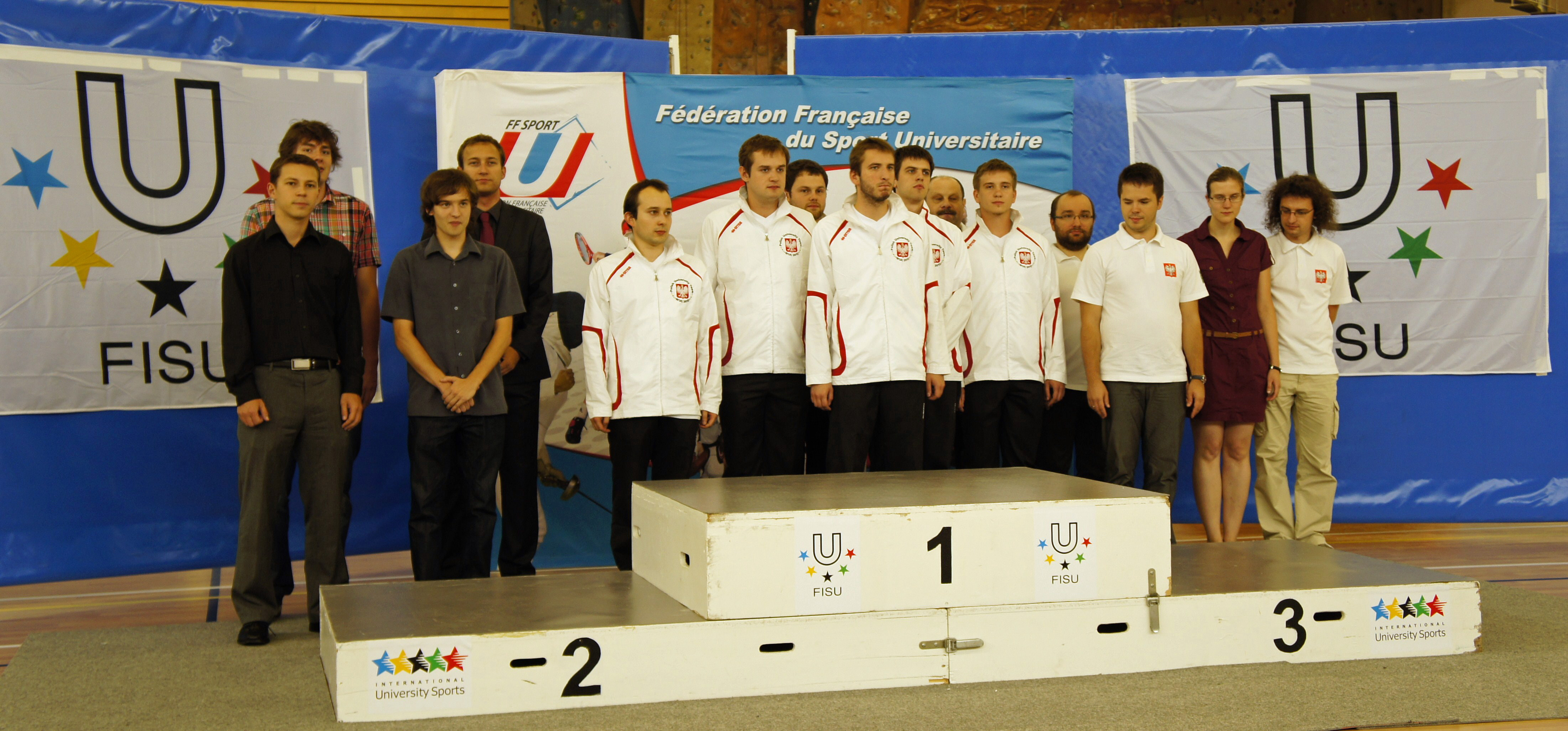
Podium 2012: 1. Polska 1, 2. Czechy, 3. Polska 2

Akademickie mistrzostwa świata teamów w brydżu sportowym (World University Team Championship) rozgrywane są pod patronatem FISU (Fédération Internationale du Sport Universitaire) od roku 2000 co dwa lata, w latach parzystych.
Poniższa tabela pokazuje medalistów poprzedniej edycji tych zawodów w Reims (Francja):
| 6. Akademickie Brydżowe Mistrzostwa Świata. Miejsca medalowe | 6. Akademickie Brydżowe Mistrzostwa Świata. Miejsca medalowe | 6. Akademickie Brydżowe Mistrzostwa Świata. Miejsca medalowe | 6. Akademickie Brydżowe Mistrzostwa Świata. Miejsca medalowe                                       |
| Miejsce                                                      | Drużyna                                                      | Drużyna                                                      | Skład                                                                                              |
| ------------------------------------------------------------ | ------------------------------------------------------------ | ------------------------------------------------------------ | -------------------------------------------------------------------------------------------------- |
| 1                                                            | Polska                                                       | Polska 1                                                     | Maciej Bielawski, Bartłomiej Igła, Paweł Jassem, Piotr Tuczyński, Jakub Wojcieszek, Piotr Zatorski |
| 2                                                            | Czechy                                                       | Czechy                                                       | Michal Kopecký, Lukáš Barnet, František Králík, Milan Macura                                       |
| 3                                                            | Polska                                                       | Polska 2                                                     | Piotr Butryn, Piotr Nawrocki, Natalia Sakowska, Jan Sikora                                         |

## Formuła zawodów
Zawody odbywały się zgodnie z regulaminami WBF i FISU:
- wszyscy zawodnicy każdej z drużyn musieli być delegowani przez Federację i być członkami tej Federacji;
- każda Federacja mogła delegować 2 drużyny;
- wszyscy zawodnicy musieli być urodzeni między 1 stycznia 1986 a 31 grudnia 1996;
- wszyscy zawodnicy musieli w roku 2012 być studentami, choć zawodnicy jednej drużyny niekoniecznie musieli być z tej samej uczelni;
- zawody były rozgrywane w ten sposób, że wszystkie drużyny rozgrywały między sobą 20-rozdaniowe mecze przeliczane na VP w skali 0–20. Za mecze bez pary drużyny otrzymywały 12 VP.

## Uczestnicy zawodów
W zawodach zgłosiło się 17 drużyn z 3 kontynentów. Drużyna Belgii nie została uznana za drużynę akademicką. Pozwolono jej rozgrywać kolejne spotkania, ale wynik wszystkich spotkań był 12:0 dla przeciwników.
Zespoły z Polski
W zawodach uczestniczyły 2 zespoły z Polski: 
- Polska 1 w składzie: Maciej Bielawski, Sławomir Niajko, Piotr Tuczyński, Łukasz Witkowski, Jakub Wojcieszek;
- Polska 2 w składzie: Piotr Marcinowski, Rafał Marks, Mateusz Sobczak oraz Paweł Szymaszczyk.

## Plan sesji
Zaplanowano 17 sesji. Rozgrywano po 3 sesje w ciągu dnia. We wtorek rozegrano tylko dwie sesje 
Transmisja z wszystkich sesji (1 mecz – 2 stoły) była prowadzona przez BBO.
| Plan sesji oraz wyniki polskich drużyn | Plan sesji oraz wyniki polskich drużyn | Plan sesji oraz wyniki polskich drużyn | Plan sesji oraz wyniki polskich drużyn | Plan sesji oraz wyniki polskich drużyn | Plan sesji oraz wyniki polskich drużyn | Plan sesji oraz wyniki polskich drużyn | Plan sesji oraz wyniki polskich drużyn | Plan sesji oraz wyniki polskich drużyn | Plan sesji oraz wyniki polskich drużyn | Plan sesji oraz wyniki polskich drużyn | Plan sesji oraz wyniki polskich drużyn |
| Dzień                                  | S                                      | Polska 1                               | Polska 1                               | Polska 1                               | Polska 1                               | Polska 1                               | Polska 2                               | Polska 2                               | Polska 2                               | Polska 2                               | Polska 2                               |
| Dzień                                  | S                                      | F                                      | Zespół                                 | Wyn                                    | Σ                                      | M                                      | F                                      | Zespół                                 | Wyn                                    | Σ                                      | M                                      |
| -------------------------------------- | -------------------------------------- | -------------------------------------- | -------------------------------------- | -------------------------------------- | -------------------------------------- | -------------------------------------- | -------------------------------------- | -------------------------------------- | -------------------------------------- | -------------------------------------- | -------------------------------------- |
| 1 listopada sobota                     | 1: 10:15                               | Polska                                 | Polska 2                               | 14,20                                  | 14,20                                  | 6                                      | Polska                                 | Polska 1                               | 5,80                                   | 5,80                                   | 11                                     |
| 1 listopada sobota                     | 2: 14:15                               |                                        | bez pary                               | 12                                     | 26,20                                  | 6                                      | Chorwacja                              | Chorwacja                              | 14,39                                  | 20,19                                  | 10                                     |
| 1 listopada sobota                     | 3: 17:00                               |                                        | Chiny 1                                | 14,39                                  | 40,59                                  | 4                                      | Czechy                                 | Czechy 1                               | 10,82                                  | 31,01                                  | 9                                      |
| 2 listopada niedziela                  | 4: 10:15                               | Belgia                                 | Belgia                                 | 12                                     | 52,59                                  | 5                                      | Francja                                | Francja 2                              | 16,56                                  | 47,47                                  | 7                                      |
| 2 listopada niedziela                  | 5: 14:15                               | Francja                                | Francja 1                              | 15,11                                  | 67,70                                  | 5                                      | Austria                                | Austria                                | 14,20                                  | 61,77                                  | 6                                      |
| 2 listopada niedziela                  | 6: 17:00                               | Włochy                                 | Włochy                                 | 11,83                                  | 79,53                                  | 4                                      |                                        | bez pary                               | 12                                     | 73,77                                  | 5                                      |
| 3 listopada poniedziałek               | 7: 10:15                               | Turcja                                 | Turcja                                 | 16,38                                  | 95,91                                  | 3                                      | Słowenia                               | Słowenia                               | 17,79                                  | 91,56                                  | 4                                      |
| 3 listopada poniedziałek               | 8: 14:15                               | Chorwacja                              | Chorwacja                              | 16,38                                  | 112,29                                 | 3                                      | Belgia                                 | Belgia                                 | 12                                     | 103,56                                 | 4                                      |
| 3 listopada poniedziałek               | 9: 17:00                               | Austria                                | Austria                                | 11,34                                  | 123,63                                 | 2                                      | Japonia                                | Japonia                                | 17,79                                  | 121,35                                 | 3                                      |
| 4 listopada wtorek                     | 10: 10:15                              | Słowenia                               | Słowenia                               | 18,43                                  | 142,06                                 | 1                                      | Niemcy                                 | Niemcy 2                               | 12,76                                  | 134,22                                 | 3                                      |
| 4 listopada wtorek                     | 11 14:15                               | Niemcy                                 | Niemcy 1                               | 18,12                                  | 160,18                                 | 1                                      | Włochy                                 | Włochy                                 | 5,61                                   | 139,83                                 | 4                                      |
| 5 listopada środa                      | 12: 10:15                              | Czechy                                 | Czechy 2                               | 12,76                                  | 173,45                                 | 1                                      |                                        | Chiny 1                                | 19,72                                  | 159,77                                 | 3                                      |
| 5 listopada środa                      | 13: 14:15                              | Japonia                                | Japonia                                | 6,39                                   | 179,84                                 | 2                                      | Turcja                                 | Turcja                                 | 15,77                                  | 174,55                                 | 3                                      |
| 5 listopada środa                      | 14: 17:00                              | Czechy                                 | Czechy 1                               | 20,00                                  | 199,84                                 | 1                                      | Niemcy                                 | Niemcy 1                               | 19,86                                  | 194,41                                 | 3                                      |
| 6 listopada czwartek                   | 15: 8:45                               | Niemcy                                 | Niemcy 2                               | 11,08                                  | 210,92                                 | 2                                      | Czechy                                 | Czechy 2                               | 6,39                                   | 200,80                                 | 4                                      |
| 6 listopada czwartek                   | 16: 11:30                              |                                        | Chiny 2                                | 18,91                                  | 229,83                                 | 2                                      | Francja                                | Francja 1                              | 2,94                                   | 203,74                                 | 4                                      |
| 6 listopada czwartek                   | 17: 15:15                              | Francja                                | Francja 2                              | 17,32                                  | 247,15                                 | 2                                      |                                        | Chiny 2                                | 12,07                                  | 215,81                                 | 4                                      |

## Tabela wyników
| 7. Akademickie Brydżowe Mistrzostwa Świata. Tabela wyników | 7. Akademickie Brydżowe Mistrzostwa Świata. Tabela wyników | 7. Akademickie Brydżowe Mistrzostwa Świata. Tabela wyników | 7. Akademickie Brydżowe Mistrzostwa Świata. Tabela wyników | 7. Akademickie Brydżowe Mistrzostwa Świata. Tabela wyników | 7. Akademickie Brydżowe Mistrzostwa Świata. Tabela wyników | 7. Akademickie Brydżowe Mistrzostwa Świata. Tabela wyników | 7. Akademickie Brydżowe Mistrzostwa Świata. Tabela wyników | 7. Akademickie Brydżowe Mistrzostwa Świata. Tabela wyników | 7. Akademickie Brydżowe Mistrzostwa Świata. Tabela wyników | 7. Akademickie Brydżowe Mistrzostwa Świata. Tabela wyników | 7. Akademickie Brydżowe Mistrzostwa Świata. Tabela wyników | 7. Akademickie Brydżowe Mistrzostwa Świata. Tabela wyników | 7. Akademickie Brydżowe Mistrzostwa Świata. Tabela wyników | 7. Akademickie Brydżowe Mistrzostwa Świata. Tabela wyników | 7. Akademickie Brydżowe Mistrzostwa Świata. Tabela wyników | 7. Akademickie Brydżowe Mistrzostwa Świata. Tabela wyników | 7. Akademickie Brydżowe Mistrzostwa Świata. Tabela wyników | 7. Akademickie Brydżowe Mistrzostwa Świata. Tabela wyników | 7. Akademickie Brydżowe Mistrzostwa Świata. Tabela wyników | 7. Akademickie Brydżowe Mistrzostwa Świata. Tabela wyników | 7. Akademickie Brydżowe Mistrzostwa Świata. Tabela wyników | 7. Akademickie Brydżowe Mistrzostwa Świata. Tabela wyników | 7. Akademickie Brydżowe Mistrzostwa Świata. Tabela wyników |
| M                                                          | F                                                          | Drużyna                                                    | Czechy                                                     | Polska                                                     | Francja                                                    | Polska                                                     | Turcja                                                     | Austria                                                    | Japonia                                                    | Włochy                                                     |                                                            | Niemcy                                                     |                                                            | Niemcy                                                     | Francja                                                    | Czechy                                                     | Chorwacja                                                  | Słowenia                                                   | Belgia                                                     | Bye                                                        | ±                                                          | Σ                                                          | F                                                          |
| ---------------------------------------------------------- | ---------------------------------------------------------- | ---------------------------------------------------------- | ---------------------------------------------------------- | ---------------------------------------------------------- | ---------------------------------------------------------- | ---------------------------------------------------------- | ---------------------------------------------------------- | ---------------------------------------------------------- | ---------------------------------------------------------- | ---------------------------------------------------------- | ---------------------------------------------------------- | ---------------------------------------------------------- | ---------------------------------------------------------- | ---------------------------------------------------------- | ---------------------------------------------------------- | ---------------------------------------------------------- | ---------------------------------------------------------- | ---------------------------------------------------------- | ---------------------------------------------------------- | ---------------------------------------------------------- | ---------------------------------------------------------- | ---------------------------------------------------------- | ---------------------------------------------------------- |
| 1                                                          | Czechy                                                     | Czechy 2                                                   |                                                            | 7,24                                                       | 11,08                                                      | 13,61                                                      | 15,45                                                      | 16,08                                                      | 16,08                                                      | 15,61                                                      | 20,00                                                      | 19,72                                                      | 15,93                                                      | 17,44                                                      | 1,27                                                       | 17,90                                                      | 20,00                                                      | 17,19                                                      | 12                                                         | 12                                                         |                                                            | 248,60                                                     | Czechy                                                     |
| 2                                                          | Polska                                                     | Polska 1                                                   | 12,75                                                      |                                                            | 15,11                                                      | 14,20                                                      | 16,38                                                      | 11,34                                                      | 6,39                                                       | 11,83                                                      | 18,91                                                      | 18,63                                                      | 14,39                                                      | 11,08                                                      | 17,32                                                      | 20,00                                                      | 16,38                                                      | 18,43                                                      | 12                                                         | 12                                                         |                                                            | 247,15                                                     | Polska                                                     |
| 3                                                          | Francja                                                    | Francja 1                                                  | 8,92                                                       | 4,89                                                       |                                                            | 17,06                                                      | 9,72                                                       | 4,07                                                       | 20,00                                                      | 16,23                                                      | 5,61                                                       | 13,61                                                      | 19,33                                                      | 15,28                                                      | 18,53                                                      | 14,20                                                      | 20,00                                                      | 19,57                                                      | 12                                                         | 12                                                         |                                                            | 231,02                                                     | Francja                                                    |
| 4                                                          | Polska                                                     | Polska 2                                                   | 6,39                                                       | 5,80                                                       | 2,94                                                       |                                                            | 15,77                                                      | 14,20                                                      | 17,90                                                      | 5,61                                                       | 12,07                                                      | 19,86                                                      | 18,73                                                      | 12,98                                                      | 17,06                                                      | 10,82                                                      | 14,39                                                      | 17,79                                                      | 12                                                         | 12                                                         | −0,5                                                       | 215,81                                                     | Polska                                                     |
| 5                                                          | Turcja                                                     | Turcja                                                     | 4,55                                                       | 3,62                                                       | 10,28                                                      | 4,23                                                       |                                                            | 3,92                                                       | 4,89                                                       | 17,68                                                      | 12,30                                                      | 18,12                                                      | 14,58                                                      | 13,20                                                      | 16,38                                                      | 20,00                                                      | 16,66                                                      | 14,01                                                      | 12                                                         | 12                                                         |                                                            | 198,42                                                     | Turcja                                                     |
| 6                                                          | Austria                                                    | Austria                                                    | 4,55                                                       | 8,66                                                       | 15,93                                                      | 5,80                                                       | 16,08                                                      |                                                            | 8,17                                                       | 17,79                                                      | 5,80                                                       | 13,61                                                      | 14,20                                                      | 10,00                                                      | 15,77                                                      | 20,00                                                      | 1,99                                                       | 14,01                                                      | 12                                                         | 12                                                         |                                                            | 195,73                                                     | Austria                                                    |
| 7                                                          | Japonia                                                    | Japonia                                                    | 3,92                                                       | 13,61                                                      | 0,00                                                       | 2,10                                                       | 15,11                                                      | 11,83                                                      |                                                            | 11,08                                                      | 13,61                                                      | 2,56                                                       | 14,58                                                      | 9,72                                                       | 16,38                                                      | 10,00                                                      | 18,01                                                      | 20,00                                                      | 12                                                         | 12                                                         |                                                            | 186,51                                                     | Japonia                                                    |
| 8                                                          | Włochy                                                     | Włochy                                                     | 4,39                                                       | 8,17                                                       | 3,77                                                       | 14,39                                                      | 2,32                                                       | 2,21                                                       | 8,92                                                       |                                                            | 18,01                                                      | 4,23                                                       | 10,28                                                      | 19,41                                                      | 19,33                                                      | 10,55                                                      | 16,38                                                      | 20,00                                                      | 12                                                         | 12                                                         |                                                            | 186,36                                                     | Włochy                                                     |
| 9                                                          |                                                            | Chiny 2                                                    | 0,00                                                       | 1,09                                                       | 14,39                                                      | 7,93                                                       | 7,70                                                       | 14,20                                                      | 6,39                                                       | 1,99                                                       |                                                            | 0,00                                                       | 12,07                                                      | 15,28                                                      | 15,77                                                      | 17,90                                                      | 18,53                                                      | 19,17                                                      | 12                                                         | 12                                                         |                                                            | 176,41                                                     |                                                            |
| 10                                                         | Niemcy                                                     | Niemcy 1                                                   | 0,28                                                       | 1,37                                                       | 6,39                                                       | 0,14                                                       | 1,88                                                       | 6,39                                                       | 17,44                                                      | 15,77                                                      | 20,00                                                      |                                                            | 4,55                                                       | 14,76                                                      | 8,66                                                       | 18,01                                                      | 9,18                                                       | 18,43                                                      | 12                                                         | 12                                                         |                                                            | 167,25                                                     | Niemcy                                                     |
| 11                                                         |                                                            | Chiny 1                                                    | 4,07                                                       | 5,61                                                       | 0,67                                                       | 1,27                                                       | 5,42                                                       | 5,80                                                       | 6,59                                                       | 9,72                                                       | 7,93                                                       | 15,45                                                      |                                                            | 7,02                                                       | 16,93                                                      | 13,41                                                      | 13,20                                                      | 13,76                                                      | 12                                                         | 12                                                         | −4                                                         | 145,85                                                     |                                                            |
| 12                                                         | Niemcy                                                     | Niemcy 2                                                   | 2,56                                                       | 8,92                                                       | 4,72                                                       | 7,02                                                       | 6,80                                                       | 10,00                                                      | 10,28                                                      | 0,59                                                       | 4,72                                                       | 5,24                                                       | 12,98                                                      |                                                            | 7,93                                                       | 1,77                                                       | 17,32                                                      | 20,00                                                      | 12                                                         | 12                                                         |                                                            | 144,85                                                     | Niemcy                                                     |
| 13                                                         | Francja                                                    | Francja 2                                                  | 18,73                                                      | 2,68                                                       | 1,47                                                       | 2,94                                                       | 3,62                                                       | 4,23                                                       | 3,62                                                       | 0,67                                                       | 4,23                                                       | 11,34                                                      | 3,07                                                       | 12,07                                                      |                                                            | 13,41                                                      | 13,61                                                      | 19,00                                                      | 12                                                         | 12                                                         | −0,5                                                       | 138,19                                                     | Francja                                                    |
| 14                                                         | Czechy                                                     | Czechy 1                                                   | 2,10                                                       | 0,00                                                       | 5,80                                                       | 9,18                                                       | 0,00                                                       | 0,00                                                       | 10,00                                                      | 9,45                                                       | 2,10                                                       | 1,99                                                       | 6,59                                                       | 18,23                                                      | 6,59                                                       |                                                            | 13,41                                                      | 7,47                                                       | 12                                                         | 12                                                         |                                                            | 116,91                                                     | Czechy                                                     |
| 15                                                         | Chorwacja                                                  | Chorwacja                                                  | 0,00                                                       | 3,62                                                       | 0,00                                                       | 5,61                                                       | 3,34                                                       | 18,01                                                      | 1,99                                                       | 3,62                                                       | 1,47                                                       | 10,82                                                      | 6,80                                                       | 2,68                                                       | 6,39                                                       | 6,59                                                       |                                                            | 13,41                                                      | 12                                                         | 12                                                         |                                                            | 108,35                                                     | Chorwacja                                                  |
| 16                                                         | Słowenia                                                   | Słowenia                                                   | 2,81                                                       | 1,57                                                       | 0,43                                                       | 2,21                                                       | 5,99                                                       | 5,99                                                       | 0,00                                                       | 0,00                                                       | 0,83                                                       | 1,57                                                       | 7,24                                                       | 0                                                          | 1                                                          | 12,53                                                      | 6,59                                                       |                                                            | 12                                                         | 12                                                         |                                                            | 72,76                                                      | Słowenia                                                   |

Poniższa tabela pokazuje drużyny, które zdobyły miejsca medalowe:
| 7. Akademickie Brydżowe Mistrzostwa Świata. Miejsca medalowe | 7. Akademickie Brydżowe Mistrzostwa Świata. Miejsca medalowe | 7. Akademickie Brydżowe Mistrzostwa Świata. Miejsca medalowe | 7. Akademickie Brydżowe Mistrzostwa Świata. Miejsca medalowe                           |
| Miejsce                                                      | Drużyna                                                      | Drużyna                                                      | Skład                                                                                  |
| ------------------------------------------------------------ | ------------------------------------------------------------ | ------------------------------------------------------------ | -------------------------------------------------------------------------------------- |
| 1                                                            | Czechy                                                       | Czechy                                                       | Michal Kopecký, František Králík, Jakub Vojtík, Kamil Žylka                            |
| 2                                                            | Polska                                                       | Polska 1                                                     | Maciej Bielawski, Sławomir Niajko, Piotr Tuczyński, Łukasz Witkowski, Jakub Wojcieszek |
| 3                                                            | Francja                                                      | Francja 2                                                    | Baptiste Combescure, Alexandre Kilani, Clément Laloubeyre, Aymeric Lebatteux           |